# Phyllophaga picadoana
Phyllophaga picadoana är en skalbaggsart som beskrevs av Moron och M. Alma Solis 2000. Phyllophaga picadoana ingår i släktet Phyllophaga och familjen Melolonthidae. Inga underarter finns listade i Catalogue of Life.